# Образ і подоба Божа
О́браз і подо́ба бо́жа — у християнській теології духовна основа людської особистості, безпосередньо створена Богом і відображає такі властивості Творця, як розумність, свободу волі, безсмертя, здатність до творчості та ін. Образ Божий в людині — схожість людини зі своїм першообразом — Богом.
Духовно-творчу реалізацію можливостей, визначеним Образом Божим, отці й вчителі Церкви пов'язують з поняттям «подоба Божа», що означає вільне і відповідальне уподібнення людини Божественній досконалості. Образ Божий дає людині можливість обожнення, але потрібна вільна воля людської особистості, щоб через синергію свободи і благодаті, при вирішальній ролі благодаті, реалізувалася ця можливість.
Гріхопадінням людство втратило риси богоподібності, залишаючись спотвореним образом Божим. З метою відновити занепалу людину, обожитися її, тобто з'єднавшись з нею поставити її богом за благодаттю, прийшов на землю Спаситель Ісус Христос. Прийняття чи неприйняття Його і досягнення подоби Божої дається вільною волею (риса образу Божого) людини — недоторканною і непорушною навіть Самим Творцем.
Людина, створена за образом Бога, повинна набути подобу Його — святість. Якщо Бог є Любов, значить той хто любить уподібнюється Богу; Бог милостивий, милосердя уподібнює нас Богу; Смиренний Господь, і смиренний уподібнюється Богу … Уподібнитися Богу можна тільки з Його допомогою в нашому стані що відпав від Бога.
«Нехай у вас будуть ті самі думки, що й у Христі Ісусі» (Фил. 2: 5).
«А ми маємо розум Христів» (1 Кор. 2: 16). Із людей надзвичайної богоподібності досягла Пресвята Богородиця.
"Подоба" - це ідеї, які думками формуються у свідомості людини по аналогії мислення Бога;  і зокрема, - відносно Бога. 
"Образ" - це повторення в людині лику  Божого. 
Тобто вираз "за образом і подобою" = "за ликом і мисленням".